# Kommunalselbstverwaltungsgesetz
Das Kommunalselbstverwaltungsgesetz ist ein saarländisches Landesgesetz und beinhaltet die Gemeindeordnung, die Landkreisordnung und Regionalverbandsordnung. Dort sind Strukturen, Aufgaben und Organe der jeweiligen kommunalen Gebietskörperschaften geregelt.